# Zdenko Sila
Zdenko Sila (Prag, 2. veljače 1915. – Rijeka, 25. siječnja 1997.), arhitekt i urbanist.
Rođen u Pragu, otac Slovenac Emil Sila i majka Čehinja Alojzija Doležalova. Bježeći od Drugog svjetskog rata preselili su se u Maribor gdje je Zdenko završio gimnaziju. Arhitekturu studirao kod Jože Plečnika u Ljubljani na Tehničkom fakultetu. Nakon toga se 1941. zbog posla preselio u Rijeku. Tu ga je zatekao Drugi svjetski rat, te je mobiliziran. Poslije je bio u partizanima, i jedva preživio.
Radio je na urbanističkim planovima Rijeke, Poreča, Rovinja, Rapca, Crikvenice, Raba. Bio je autor nekoliko poznatih spomenika, kao Spomenik 26 smrznutih partizana na Matić poljani, i koautor Spomenika osloboditeljima Rijeke u Rijeci i Spomen kosturnice u Trsatskom parku. Projektirao je i planinarski dom na Snježniku, jedan od ljepših u Hrvatskoj. Bavio se slikarstvom i fotografijom za koju je dobio par priznanja
Dobio je Nagradu Vladimir Nazor za životno djelo 1990.

## Vanjske poveznice
- Sila, Zdenko, Hrvatska tehnička enciklopedija. LZMK